# Man, Woman, Wild
Man, Woman, Wild è un programma che ha come protagonisti l'ex berretto verde e conduttore televisivo Mykel Hawke e sua moglie, la conduttrice televisiva Ruth England, il programma è andato in onda per la prima volta su Discovery Channel il 16 luglio 2010, mentre la prima puntata è arrivata in Italia il 14 dicembre dello stesso anno. Nel programma Hawke aiuta la moglie a sopravvivere in località situate in tutto il mondo dandole anche dei consigli preziosi per affinare le sue tecniche.

## Episodi

### Prima stagione
1. Amazzonia -  Perù
2. Delta dell'Okavango -  Botswana
3. Delta del Mississippi, Louisiana -  Stati Uniti
4. Costa tasmaniana nordoccidentale, Tasmania -  Australia
5. Deserto di Chihuahua -  Messico
6. Deserto di Moab, Utah -  Stati Uniti
7. Motukitiu, Atollo di Aitutaki -  Isole Cook ( Nuova Zelanda)
8. Parco nazionale di Denali, Alaska -  Stati Uniti
9. Great Smoky Mountains, Tennessee -  Stati Uniti
10. Pendici del Morne Trois Pitons -  Dominica

### Seconda stagione
1. Oceano Atlantico presso le Bahamas
2. Louisiana -  Stati Uniti
3. Amazzonia -  Brasile
4. South Andros -  Bahamas
5. Pendici del vulcano Soufrière Hills -  Montserrat ( Regno Unito)
6. Arcipelago delle Perle -  Panama
7. Anza-Borrego Desert State Park (California) -  Stati Uniti
8. Riserva indiana dei Piedi Neri (Montana) -  Stati Uniti
9. Alaska -  Stati Uniti
10. Kentucky -  Stati Uniti
11. Grotte delle Alpi Bebie (Velebit) -  Croazia
12. Highlands (Scozia) -  Regno Unito